# Вільям Пітт (молодший)
Вільям Пітт-молодший (англ. William Pitt, the Younger; 28 травня 1759 — 27 січня 1806) — британський політик кінця 18 — початку 19 століття. Став прем'єр-міністром у 1783 році у віці 24 років, був наймолодшим прем'єр-міністром в історії країни. У 1801 році тимчасово залишив посаду, але у 1804 році знову повернувся і залишався прем'єр-міністром аж до смерті. Відомий як «Вільям Пітт-молодший», на відміну від свого батька і прем'єр-міністра Сполученого королівства, Вільяма Пітта старшого.
Період прем'єрства Вільяма Пітта-молодшого припав на правління короля Георга III і супроводжувався значними подіями в Європі, такими як Французька революція і Наполеонівські війни. Пітта часто відносять до Консервативної партії, але він сам вважав себе позапартійним і загалом виступав проти суворої партійної політичної системи.

## Біографія

### Ранні роки життя
Вільям Пітт народився в містечку Хейз графства Кент в родині Вільяма Пітта, графа Четем. Освіту отримав на дому, мав певні здібності — опанував латинську та грецькі мови. У 1773 році у 14-річному віці поступив до Кембриджа, де вивчав політичну філософію, математику, хімію та історію. В Кембриджі через погане здоров'я закінчив університет та отримав науковий ступінь без складання випускних іспитів — це право надавалося дуже рідко і виключно представникам знаті. По закінченні університету батько Вільяма вже був пером, графом Четем та незадовго помер у 1778 р. Вільям продовжив вивчати юриспруденцію і отримав право на адвокатську практику, але вирішив присвятити себе політиці.

### Початок політичної кар'єри
Під час парламентських виборів у вересні 1780 року Пітт балотувався від Кембриджського університету, але програв. Незважаючи на невдачу йому пізніше вдалося балотуватися на довиборах у одній з малолюдних сільських дільниць, де за допомогою впливових друзів він нарешті переміг і опинився у парламенті в січні 1781 року. Цікаво, що пізніше Пітт сам виступатиме проти такої практики проштовхування кандидата у безлюдних, чи «гнилих» виборчих округах.
У парламенті молодий Пітт справляв враження тихого, але уважного депутата, пізніше зарекомендував себе як умілий парламентар і оратор. Спочатку він приєднався до партії вігів, але на відміну від позиції власного батька виступав проти війни із США і натомість пропонував укласти мир з повсталими колоніями. Пітт також виступав за проведення парламентської реформи, в тому числі висував пропозиції спрямовані на викорінення корупції під час виборів. Після зміни уряду у 1782 році йому запропонували посаду заступника голови казначейства Ірландії, але він відмовив маючи амбіції більше ніж на цю другорядну посаду. Дуже скоро уряд знову змінився, також звільнилася посада канцлера казначейства, яку молодий Пітт із задоволенням прийняв. Уряд, в якому він перебував не втримався довго і з його відставкою король Георг ІІІ запропонував посаду прем'єр-міністра Піттові, але той розуміючи, що йому бракувало досвіду та підтримки депутатів палати громад відмовився. Приєднавшись до опозиції Пітт зосередився на анти-корупційному пакеті законів. Хоча більшість його реформ не знайшли підтримки, він швидко зарекомендував себе як популярний реформатор і лідер.

### На посаді прем'єр-міністра

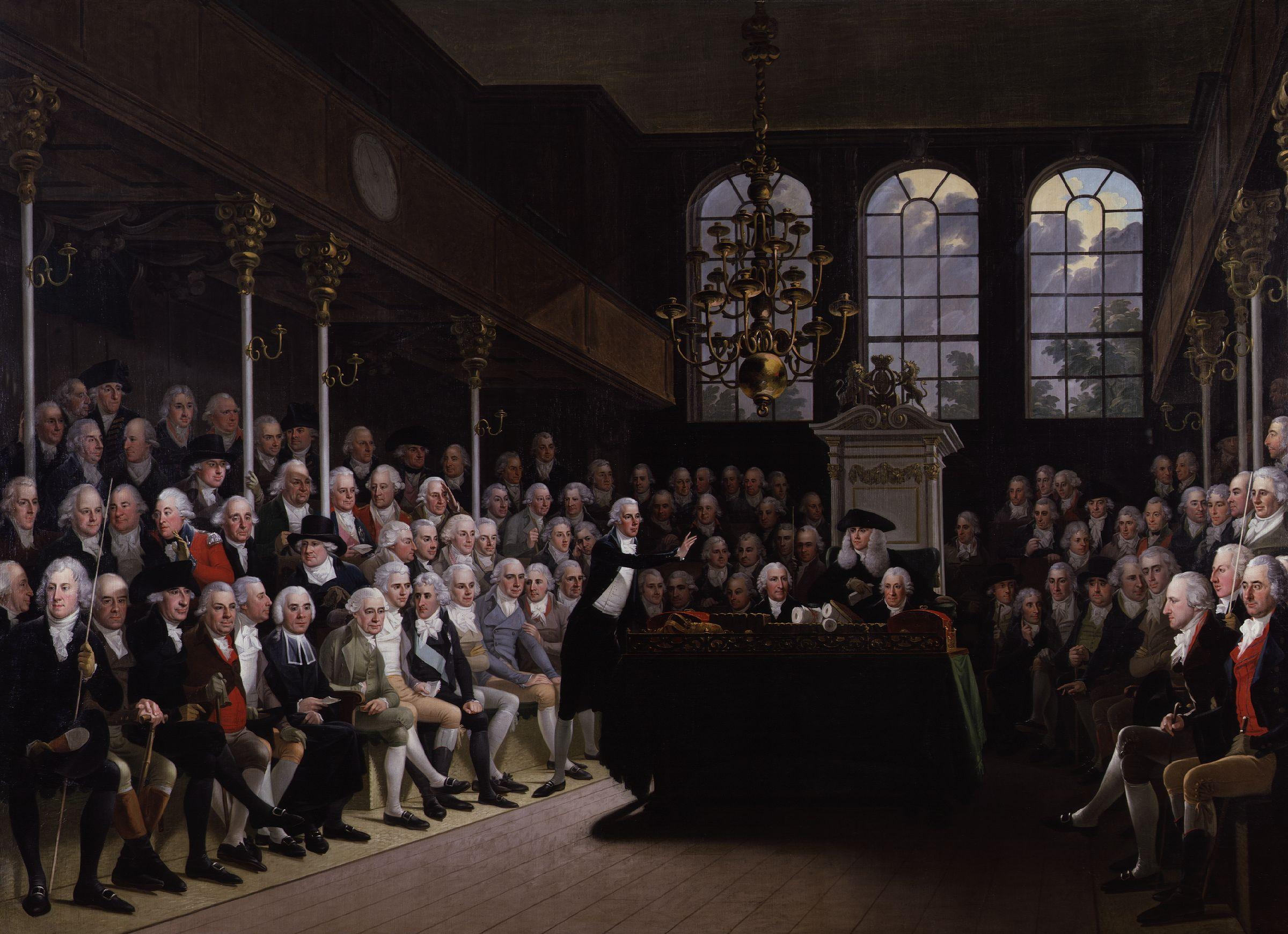
Виступ Вільяма Пітта в парламенті.

У грудні 1783 році Вілям Пітт ініціював законопроєкт спрямований на реформування Ост-Індської компанії, однак проти законопроєкту виступив король Георг ІІІ і примусив палату лордів також проголосувати проти нього. Коли ж законопроєкт було відхилено король розпустив існуючу коаліцію і в черговий раз запропонував Вільяму Піту очолити уряд. Погодившись він у 24-річному віці став наймолодшим за всю історію країни прем'єр-міністром країни. Спочатку його призначення не сприймали серйозно і вважали його уряд перехідним, що проіснує до того часу поки не знайдеться досвідченіший політик. Усі ці прогнози та побоювання не виправдалися, оскільки уряд Пітта залишався при владі наступних 17 років.
З самого початку уряд намагався співпрацювати з опозицією і навіть включив декілька опозиційних політиків в кабінет, однак вже в січні 1784 році пройшов вотум недовіри. Попри це, Пітт відмовився сам подавати у відставку і зробив усе аби заручитися підтримки короля, Палати Лордів, і передусім виборців. Коли його опоненти зробили спробу усунути його від влади силою його популярність у народі навіть зросла, оскільки він виступав проти корумпованих сил і зарекомендував себе як чесний політик. Незважаючи на вотуми недовіри в парламенті Пітт залишався в уряді і навіть переманив на свій бік декількох опозиціонерів. Коли ж у березні 1784 р. парламент був розпущений і були скликані нові вибори рівень підтримки Пітта був надзвичайний — його партія не тільки здобула більшість, але й він сам переміг у Кембриджському окрузі, в якому раніше зазнавав поразки.
В новому парламенті уряд Пітта запропонував важливий законопроєкт, ціллю якого була реорганізація Ост-Індської компанії та ліквідація у ній корупції. Індійський закон Пітта 1784 року створив наглядову раду, до якої входив прем'єр-міністр та централізував британські керівні установи в Індії. Значна увага була також приділена парламентській реформі. У 1785 р. новий законопроєкт усунув репрезентацію 36 так званих «гнилих округів» і розширив коло виборців. Були вжиті рішучі заходи для зменшення державного боргу, який значно зріс у результаті війни у Північній Америці. Вільям Пітт запропонував окремий фонд для погашення боргу і запропонував використовувати щорічно окрему суму з податків для поповнення цього фонду.
У зовнішній політиці у 1788 р. Велика Британія увійшла в троїстий союз з Пруссією і Республікою сполучених провінцій спрямований проти Франції. У новому уряді 1790 р. Пітт також реорганізував британські володіння у Канаді: розділив провінцію Квебек на Верхню та Нижню Канаду. Іншим серйозним випробуванням уряду була хвороба короля Георга ІІІ. Порфирія, від якої страждав монарх призвела до тимчасової втрати розуму королем і до законодавчої кризи, оскільки закон не передбачав процедуру заміни монарха у разі недієздатності. Заміна монарха на іншого престолонаслідника могла призвести і до зміни уряду, але поки парламент протягом декількох місяців намагався розв'язати цю проблему, король видужав.

### Французька революція
З початком Французької революції 1789 року Вільям Пітт перебував на чолі уряду, який намагався побудувати виважену зовнішню політику по відношенню до цієї історичної події. Незважаючи на намагання залишатися нейтральною, Велика Британія була втягнута у протистояння із Францією, коли революційний уряд країни прийняв декрети, які передбачали підтримку революцій та усунення від влади інших монархів Європи. Маючи намір поширити революцію на Королівство Великої Британії 1 лютого 1793 року Франція оголосила війну Великій Британії. Уряд Пітта не мав намір відновити монархію у Франції і натомість сконцентрувався на стримуванні революції, увійшовши до коаліції інших європейських держав: Австрії, Пруссії, Сардинії та Іспанії. Всередині країни побоювання революційних настроїв примусило Пітта запровадити низку репресивних заходів і законів. Нові закони обмежували права громадян на збори та організацію політичних рухів та партій.
Військові дії на континенті та в морі вимагали додаткових заходів уряду. Зокрема, у 1795 року була прийнята Система квот для Королівського флоту, за якою кожне графство країни мало поставити певну квоту чоловіків для служби на флоті. Пітт також увів обмеження на право обміну банкнот на золото та вперше запровадив прибутковий податок. Новий податок був викликаний фінансовими труднощами у зв'язку з війною, погіршенням економічних зв'язків та торгівлі з колоніями. З приходом до влади Наполеона Британія згодом опинилася у фактичній ізоляції, коли її союзники у Європі зазнали поразки від французького імператора і сама Велика Британія стала жертвою континентальної блокади.

### Відставка
У 1798 році в Ірландії вибухнуло повстання ірландських націоналістів, які сподівалися на підтримку революційної Франції у своїй боротьбі за незалежність. Хоча британцям вдалося придушити повстання, на думку Вільяма Пітта довгострокове вирішення конфлікту могло бути вирішене тільки у формальному єднанні обох країн. Таким чином, з 1 січня 1801 року за рішенням парламенту обидві країни формально об'єдналися у Сполучене королівство Великої Британії та Ірландії. За ініціативою Пітта католицька більшість в Ірландії отримала більше прав і проти них були зняті деякі обмеження, що існували раніше. Цей крок примирення з Ірландією, особливо стосовно прав католиків у переважно протестантській Англії не сподобався королю Георгу і це призвело до відставки Вільяма Пітта 16 лютого 1801 року.
Із загостренням хвороби короля і тимчасовою втратою ним розуму, Пітт ще залишався певний час на посаді прем'єр-міністра, але в березні повністю відійшов від керування урядом. Протягом наступних місяців він також не займався політикою, а присвятив себе підготовці укріплень та військ, які готувалися в очікуванні вторгнення Наполеона до Британії. Тільки у 1803 році Пітт приєднався до опозиції у парламенті і піддавав критиці уряд його наступника Генрі Еддінгтона.

### Друге прем'єрство
Вже в травні 1804 року уряд Еддінгтона подав у відставку і 10 травня 1804 Вільям Пітт знову став прем'єр-міністром країни. Уряд Пітта цього разу не мав сильної підтримки у парламенті і до того ж країна перебувала у постійній тривозі через загрозу вторгнення Наполеона. Завдяки зусиллям Пітта Велика Британія приєдналася до нового союзу Австрії, Росії і Швеції. Саме за часів другого прем'єрства Пітта Велика Британія одержала одну з найважливіших перемог над Францією у Трафальгарській битві і таким чином забезпечила безпеку країни і контроль над морськими шляхами навколо Європи. За цією перемогою, однак слідувала низка поразок коаліції у ході європейської кампанії Наполеона проти союзників Великої Британії. Несподівано, 23 січня 1806 року Вільям Пітт помер від хвороби печінки. Він був похований у Вестмінстерському абатстві.

## Значення
Вільям Пітт був наймолодшим прем'єр-міністром Великої Британії і помер у 46-річному віці не залишивши ні дітей ні дружини. Він був впливовим і талановитим політиком країни, користувався підтримкою виборців і особливо підтримкою монарха. В тогочасній політичній системі Великої Британії король все ще відігравав значну роль у політичному житті країни і прихильність короля до Пітта дозволяла йому залишатися на чолі уряду довгий час. Основною заслугою Пітта вважають його реформи в галузі фінансів, зменшення заборгованості уряду після війни зі США, зміни системи оподаткування. Незважаючи на певні невдачі, особливо стосовно реформування парламенту, Вільям Пітт вважається одним з великих прем'єр-міністрів країни, завдяки в першу чергу своєму політичному хистові та здатності проводити власну політику, незважаючи на протести з боку опозиції.